# Phù Ủng
Phù Ủng là xã thuộc huyện Ân Thi, tỉnh Hưng Yên, Việt Nam.

## Địa lý
Xã Phù Ủng nằm ở cực bắc huyện Ân Thi, có vị trí địa lý:
- Phía đông giáp tỉnh Hải Dương ranh giới tự nhiên là sông Kẻ Sặt
- Phía tây giáp thị xã Mỹ Hào và xã Bắc Sơn
- Phía nam giáp xã Bãi Sậy
- Phía bắc giáp tỉnh Hải Dương và thị xã Mỹ Hào ranh giới tự nhiên là sông Bắc Hưng Hải.

Xã Phù Ủng có diện tích 8,26 km², dân số năm 2019 là 8.029 người, mật độ dân số đạt 971 người/km².

## Hành chính
Xã Phù Ủng được chia thành 8 thôn: Đồng Mái, Hồng Lương, Huệ Lai, Kim Lũ, La Mát, Phượng La, Phù Ủng, Xa Lung.

## Giao thông
Xã Phù Ủng có quốc lộ 38 và tỉnh lộ 199 chạy qua.